# 10 км (блокпост, Донецька залізниця)
10 кілометр — залізничний блокпост Лиманської дирекції Донецької залізниці на лінії Гродівка — Пласти між станціями Новогродівка (5 км) та Пласти (6 км). Розташований на східній околиці міста Селидового Покровського району Донецької області.
Пост виконує промислове значення у напрямку Селидівського заводу ЗБК, Селидівської ЦЗФ та шахти імені Короченка. Пасажирське сполучення лінією не здійснюється.